# Aaron Pierre
Aaron Stone Pierre (Brixton (Londen), 7 juni 1994) is een Brits acteur.
Pierre komt uit Zuid-Londen. Als kind hield hij van atletiek en sprinten en als tiener raakte hij geïnteresseerd in acteren. Hij sloot zich aan bij het Croydon Young People's Theatre (CRYPT) nadat hij van gebied was verhuisd. Hij volgde podiumkunsten aan het Lewisham College voordat hij ging trainen in Toronto en aan de London Academy of Music and Dramatic Art, waar hij afstudeerde in 2016.

## Filmografie

### Film
- 2016: 18 Latimer Road – als Raymond (korte film)
- 2021: Old – als Mid-Sized Sedan / Brendan
- 2022: Brother – als Francis
- 2023: Foe – als Terrance
- 2024: Rebel Ridge – als Terry Richmond
- 2024: Mufasa: The Lion King – als Mufasa (stem)

### Televisie
- 2017: Prime Suspect 1973 – als Terrence O'Duncie (2 afl.)
- 2017: The A Word – als James Thorne (2 afl.)
- 2018: Britannia – als Antonius (3 afl.)
- 2018-2019: Krypton – als Dev-Em (20 afl.)
- 2021: The Underground Railroad – als Caesar (6 afl.)

## Theater
- 2018: Othello – als Cassio (Globe Theatre, Londen)
- 2019: King Hedley II – als King (Theatre Royal Stratford East, Londen)

## Prijzen en nominaties
De belangrijkste:
| Jaar | Prijs                 | Categorie                                  | Werk    | Uitslag     |
| ---- | --------------------- | ------------------------------------------ | ------- | ----------- |
| 2018 | Ian Charleson Awards  | Ian Charleson Awards                       | Othello | Genomineerd |
| 2023 | Canadian Screen Award | Beste ondersteunende prestatie in een film | Brother | Gewonnen    |